# جیائو لیانگ
جیائو لیانگ (به انگلیسی: Jiao Liuyang) (زادهٔ ۶ اوت ۱۹۹۱) شناگر اهل چین است.